# Подводные лодки типа «Средняя»
Подводные лодки типа С, «Средняя», «Сталинец» — общее наименование для советских подводных лодок серий IX, IX-бис и XVI, построенных в 1936—1948 годах на базе проекта, разработанного по заказу советской стороны немецко-голландским конструкторским бюро IvS. Всего в строй вступила 41 субмарина, в том числе к началу войны было введено в строй 17 (18) лодок, в ходе войны — 17, а ещё 7 лодок, бывших на плаву к 22 июня 1941 года, вступили в строй уже после окончания войны. 30 участвовавших в Великой Отечественной войне подводных лодок типа «С» по подтверждённым обеими воюющими сторонами данным потопили 19 судов общим тоннажем 78 942 брт, 7 боевых кораблей, в том числе одну подводную лодку, повредили 6 транспортов (27 192 брт) и 6 боевых кораблей противника. Было потеряно 15 субмарин этого типа, в том числе все три лодки серии IX.
За боевые заслуги двум подводным лодкам присвоено звание гвардейских, семь лодок стали краснознамёнными, в том числе С-56 была удостоена обеих наград.

## История проектирования
После строительства первых серий советских подводных лодок Управление Военно-морскими силами РККА приступило к поиску путей ликвидации отставания в подводном кораблестроении от передовых стран. Политическая обстановка после Гражданской войны и интервенции не располагала к диалогу со странами Антанты, а наиболее реальным было сотрудничество с Веймарской Германией.
Откомандированные в Германию весной 1930 года советские специалисты не смогли достичь значительных результатов в связи с тем, что выполняющая условия Версальского договора Германия не имела права строить подводный флот. Однако, заинтересованность в совместной работе проявило входившее в компанию «Дешимаг» голландское конструкторское бюро NV Ingenieurskantoor voor Scheepsbouw («IvS»), занимавшееся усовершенствованием проектов лучших немецких подводных лодок времён Первой мировой войны и строительством подводных лодок на экспорт.
В ноябре 1932 года группа советских морских специалистов в составе А. К. Сивкова, П. Ю. Юраса, В. Н. Перегудова и В. А. Никитина была направлена в зарубежную командировку для изучения возможностей фирмы «IvS» и ознакомления с немецкими предприятиями, выпускающими дизельные двигатели с высокой удельной мощностью.
22 ноября советская сторона передала представителям «IvS» тактико-технические задания на два типа подводных лодок: водоизмещением 700 и 1 200 тонн, которые были разработаны А. К. Сивковым по пути в Германию. Акцент в задании делался на достижение максимальной скорости хода, глубины и скорости погружения. 7 декабря 1932 года заказанные проекты были выданы советской делегации для изучения, а в качестве подтверждения качества работы в «IvS» предложили осмотреть подводную лодку «E-1», построенную в Испании по проекту, аналогичному 700-тонной версии. Испытания «E-1» подтвердили высокие характеристики проекта и значительные его преимущества перед советскими лодками: лодка отличалась более совершенной конструкцией корпуса и цистерн, более рациональной компоновкой механизмов, системой продува балласта при помощи дизелей, а также высокой автономностью и глубиной погружения.
В итоге делегация рекомендовала принятие проекта подводной лодки водоизмещением 700 тонн на базе испанской «E-1», переделанной под советское вооружение и механизмы. Такое решение объяснялось существенной экономией времени: фирме «IvS» требовалось всего четыре недели для разработки эскизного проекта и ещё 15 дней для выдачи строительных чертежей.
В апреле 1933 года «Союзверфь» и «Дешимаг» (IvS примерно тогда же была расформирована и вошла в состав «Дешимаг») заключили договор на разработку проекта. Договор вступил в силу 12 августа 1933 года, после завершения серии испытаний, показавших реальность гарантий, предоставляемых немецкой стороной.
Разработка чертежей проекта «E-2», обозначенного теперь как тип «Н» (немецкая), или серия IX, была закончена специалистами СКБ к началу 1935 года. C 20 октября 1937 года тип «Н» переименовали в тип «С» — средняя.
М. А. Рудницкий предложил на базе типа «Н» разработать проект лодки с единым двигателем, получивший обозначение «МТ»: паротурбинная силовая установка в качестве топлива потребляла порошковый алюминий, сжигаемый в струе чистого кислорода. Такой двигатель был бы безопасен для экипажа и весьма эффективен, однако из-за дефицита алюминия, а также сложности систем подачи алюминиевого порошка в топку и удаления продуктов горения проект не прорабатывался.
После начала серийного строительства серии IX проект был полностью переработан с целью полного перехода на советское оборудование и с учётом замечаний к головным лодкам. Доработанный проект получил обозначение IX-бис. Основные изменения касались двигательной установки: немецкие дизели MAN М6 V49/48 были заменены на советские дизельные двигатели модели 1Д (глубокая модернизация не пошедших в серию дизелей 47ЛН8) производства Коломенского завода. Для этого потребовалась серьёзная переработка систем смазки, питания, впуска и охлаждения. Кроме того, была изменена конструкция рубки: щиты, закрывающие 100-мм орудие мешали работе артиллерийского расчёта, поэтому от них отказались. На трёх лодках серии IX ограждение орудия было демонтировано.
29 февраля 1940 года Управление кораблестроения утвердило список доработок, которые необходимо было учесть в разработке нового проекта субмарин. В ответном письме из ЦКБ-18 было предложено отказаться от разработки нового проекта и исправить замечания в модернизированном проекте серии IX-бис. Предложение было принято Управлением кораблестроения ВМФ. Новый проект получил обозначения «№ 97», серия XVI, буквенное название «СМ» (сварная массовая), также в некоторых источниках встречается его название «IX-бис-2». Доработки проекта состояли в замене двигателей 1Д на модель 4Д, установке приборов беспузырной торпедной стрельбы системы Наумова, введении «мягких» фундаментов и амортизаторов, предохраняющих оборудование от повреждений при взрывах глубинных бомб и снижающих шумность. Большое внимание уделялось вопросам упрощения строительства лодок. Проект 97 к началу Великой Отечественной войны завершён не был. ЦКБ-18, эвакуированное в Горький, закончило проектные работы лишь к 1942 году. После войны усовершенствование «типа № 97» велось под обозначением «проект 601».

## История строительства

### Серия IX
4 августа 1934 года члены Политбюро приняли решение о серийной постройке средних подводных лодок серии IX и постепенной замены ими подводных лодок типа «Щука». Серия IX строилась на Балтийском заводе и ограничилась тремя лодками: «Н-1», «Н-2» и «Н-3». При их постройке использовалось большое количество импортного оборудования, а по результатам их испытаний предполагалось принять решение о дальнейшем строительстве. Постройка 38 лодок следующей серии по проекту IX-бис растянулась на длительное время ввиду высокой сложности проекта. Основные проблемы возникали с производством дизелей. В связи с этим для загрузки верфей была дозаказана партия лодок типа «Щ» серии X-бис.

### Серия IX-бис
В строительстве серии IX-бис участвовали заводы № 189 «Балтийский завод», 194 «им. Марти», 196 «Судомех» (все — Ленинград), 112 «Красное Сормово» (Горький), 198 «им. Марти» (Николаев), 202 «Дальзавод» (Владивосток), 402 (Молотовск), 638 «им. Сталина» (Астрахань).
К 22 июня 1941 года недостроенными оставались 25 лодок: 7 в Николаеве и по 6 в Ленинграде, Горьком и в Молотовск. В соответствии с постановлением Госкомитета обороны (ГКО) 19 июля 1941 года было законсервировано строительство шести лодок в Молотовске и четырёх лодок в Николаеве.

### Серия IX-бис-2
Двенадцать лодок, заложенных по проекту IX-бис, были достроены по изменённому проекту, IX-бис-2, разработанному ЦКБ-18 уже в ходе войны и предназначенному как для облегчения достройки, так и для частичного исправления недостатков, отмеченных при эксплуатации уже сданных кораблей. Эта серия строилась на заводах № 112 в Горьком и № 638 в Астрахани. И если сданные в 1942 году С-14, С-15, С-103 и С-104 практически не имели отличий от базового проекта, то принятые от промышленности на заводе № 402 в Молотовске С-16 и С-19 уже несли ряд изменений, переходных к IX-бис-2. Первой сданной подводной лодкой серии IX-бис-2 стала С-20, в ней были реализованы следующие изменения:
- Установлены новое торпедопогрузочное устройство (проект 601), аппаратура беспузырной торпедной стрельбы, системы подзарядки электрических торпед ЭТ-80, торпедные аппараты оснащены прибором установки глубины хода торпеды (ПУГ) и прибором установки настроек прибора Обри, отвечающего за маневрирование торпеды (ПУПО). Установлены стеллажи для хранения мин ПЛТ-3 или АМД-1000, устройство для их погрузки в торпедные аппараты.
- Реализована возможность четырёхторпедного залпа.
- Запас пресной воды увеличен с 3,3 до 7,5 тонн, запас дистиллированной воды вырос с 1,0 до 1,6 тонн, снят электрический опреснитель.
- Вентиляция аккумуляторной батареи изменена с индивидуальной для каждого элемента на общеямовую, добавлено перемешивание электролита сжатым воздухом.
- На резино-пружинные амортизаторы типа «Лорд» установлены аккумуляторные батареи, часть ламп освещения, ряд важных приборов.
- Количество коек для экипажа увеличено с 40 до 45.
- Усилена система регенерации воздуха, максимальное время беспрерывного нахождения под водой выросло до 120 часов.
- Подъёмное устройство перископов получило амортизацию, на командирском перископе установлен цепной привод вместо тросового.

### Серия XVI
Подводные лодки, заложенные после декабря 1940 года, строились по проекту серии XVI, разработанному ЦКБ-18. На заводе «Красное Сормово» велось строительство четырёх корпусов (С-27..С-30), и ещё шесть (С-39..С-44) готовились к закладке, но ни одна лодка этой серии в строй введена не была в связи с переводом основных мощностей заводов на выпуск более актуальной для фронта продукции. Пять корпусов, заложенные на заводе № 196 (С-45.. С-49), также не были достроены. На заводе № 198 в Николаеве строились три лодки (С-58..С-60) находились на ранних стадиях строительства и планировалась закладка ещё трёх лодок (С-61..С-63), но тем же постановлением ГКО от 19 июля 1941 года закладка и достройка были отменены.
Основным отличием от проекта IX-бис была цельносварная конструкция корпуса, также лодки должны были получить новые дизельные двигатели с механическим наддувом, был разработан ряд других улучшений, упрощавших строительство и обслуживание кораблей, на две торпеды увеличен боезапас. Ценой улучшений стало небольшое снижение проектной скорости подводного хода и значительное снижение максимальной дальности плавания из-за уменьшения общего запаса топлива.
Всего по проекту строились 11 лодок и ещё 10 готовились к закладке. Все они были отменены на ранних стадиях строительства.

## Конструкция
Всего подводные лодки типа «С» разделялись на 7 отсеков:
- Первый отсек-убежище: торпедный, жилое помещение для рядового состава.
- Второй отсек: аккумуляторный, 62 элемента носовой группы аккумуляторных батарей, каюта командира, жилые помещения офицерского состава.
- Третий отсек-убежище: центральный пост, над отсеком расположена боевая рубка и ограждение выдвижных устройств.
- Четвёртый отсек: аккумуляторный, 62 элемента кормовой группы аккумуляторных батарей, жилые помещения старшин.
- Пятый отсек: дизельный.
- Шестой отсек: электромоторный.
- Седьмой отсек-убежище: торпедный, жилое помещение для рядового личного состава.

### Корпус
Лодки типа «С» относились к полуторакорпусному типу смешанной клёпано-сварной конструкции. Лёгкий корпус выполнялся сварным и простирался почти на всю длину лодки. Прочный корпус изготавливался на заклёпках. В носовой части устанавливались пилы сетепрорезателя немецкой конструкции, однако при сравнительных испытаниях с советскими аналогами, устанавливавшимися на лодках типа «Щука», была отмечена их неудовлетворительная эффективность: пилы перерезали только горизонтальные тросы сетевого заграждения, поэтому лодка запутывалась в вертикальных тросах. Выверенные обводы лёгкого корпуса придавали лодке хорошую мореходность, особенно в крейсерском положении. Девять балластных цистерн, находящихся в лёгком корпусе, разделялись на три группы: кормовую (цистерны № 1, 2, 3), среднюю (№ 4, 5) и носовую (№ 6, 7, 8, 9). Нумерация цистерн лодки была введена по аналогии с немецкими правилами нумерации отсеков, шпангоутов и балластных цистерн с кормы. При эксплуатации обнаружилось, что заполнение балластной цистерны № 2 приводило к резкому ухудшению мореходности лодки. Эту цистерну старались держать свободной от топлива, а если она была полной, то не развивали полный ход в надводном положении. Единственный якорь размещался в носовой части по правому борту. Рубка и мостик на разных лодках различались в зависимости от завода-изготовителя, и часто модернизировались в процессе службы. На Балтике С-1 — С-3, С-7 — С-13 имели открытый мостик, С-4 — С-6 — закрытый. На других флотах лодки получили полузакрытый мостик: на черноморских лодках имелись круглые иллюминаторы, а тихоокеанские лодки по итогам испытаний С-54, изначально имевшей «балтийскую» конструкцию, получили характерную рубку с прямоугольными иллюминаторами. После войны рубки оснащались волноотбойниками.

### Силовая установка и дальность плавания
Дизель-электрическая силовая установка подводных лодок типа «Средняя» состояла из двух дизельных двигателей надводного хода типа 1Д мощностью по 2 000 л. с., двух электродвигателей типа ПГ-72/35 мощностью по 550 л. с. при 275 оборотах в минуту и аккумуляторных батарей из 124 элементов, разделённых на две группы.
На лодки серии IX устанавливались дизели немецкого производства MAN M6V 49/48 и аккумуляторные батареи из 124 элементов типа 38-МАК-760 производства немецкой компании AFA. При строительстве серии IX-бис импортные дизели были заменены отечественными 1Д, созданными Коломенским заводом на базе не пошедшей в серийное производство перспективной модели 47ЛН8, импортные аккумуляторы были заменены на отечественные элементы типа С, которые были на 16 % менее мощными, и, вдобавок, выделяли при работе в два раза больше образующего взрывоопасный гремучий газ водорода, что потребовало оснастить аккумуляторные ямы аппаратами каталитического окисления водорода.
У всех предыдущих советских проектов субмарин существовали одна или несколько частот вращения гребных валов, при которых валы могли входить в резонанс, что грозило выходом их из строя. Значительным достоинством проекта «С» являлось отсутствие таких критических диапазонов частот вращения, достигнутое установкой специальных гасителей крутильных колебаний.
В зависимости от строившего завода лодки имели некоторые отличия в водоизмещении, скоростях хода и автономности.
| Характеристика                                          | С-4 … С-30          | С-31 … С-38 | С-51 … С-56 | С-101 … С-104 |
| ------------------------------------------------------- | ------------------- | ----------- | ----------- | ------------- |
| Место постройки                                         | Ленинград / Горький | Николаев    | Владивосток | Горький       |
| Водоизмещение надводное, т                              | 844                 | 837         | 856         | 845           |
| Водоизмещение полное, т                                 | 1077                | 1084,5      | 1090        | 1078          |
| Надводная скорость, узлов                               | 19,4                | 19,8        | 18,9        | 19,0          |
| Подводная скорость, узлов                               | 9,5                 | 8,9         | 8,6         | 10,1          |
| Дальность плавания, миль / на скорости, узлов           | 8340 / 8,5          | 8170 / 9,7  | 9500 / 8,5  | 8600 / 8,5    |
| Дальность плавания под водой, миль / на скорости, узлов | 140 / 3,0           | 140 / 2,9   | 135 / 3,0   | 136 / 2,8     |

На максимальной скорости все лодки могли пройти 2700 миль в надводном положении (на 19,5 узлах) и 10,1 миль под водой на 8,7 узлах.

### Обитаемость
Стандартный состав экипажа субмарины типа «С» включал в себя 46 человек: 8 офицеров (командира, комиссара, старшего помощника командира, штурмана, минёра, главного механика, командира группы движения (БЧ-5) и военфельдшера), 16 старшин и 22 матросов. 1-й и 7-й торпедные отсеки были оборудованы для размещения рядового состава. Во 2-м отсеке находились каюта командира и офицерская кают-компания. В 5-м отсеке размещались камбуз и жилые помещения старшин. Система корабельной вентиляции была оборудована двумя вентиляторами, приспособленными одновременно для обслуживания аккумуляторных батарей. Численность экипажа на разных лодках была различной. Всего на лодке проекта IX-бис было 40 штатных спальных мест, в проекте IX-бис-2 их количество возросло до 45.
До 1942 года для очистки воздуха в подводном положении использовались 9 машинок регенерации РВ-2 с 1 300 патронами, наполненными каустической содой. 15 баллонов с чистым кислородом, хранящимся под давлением 150 атмосфер, использовались для поддержания состава воздуха при длительных погружениях и позволяли с полным использованием всей системы непрерывно находиться под водой до 72 часов. Без использования невосстановимых в походе регенеративных возможностей время максимального непрерывного погружения составляло 12 часов.
В 1942 году лодки стали оснащаться регенерационными конвекционными установками РУКТ-3 с регенерационными патронами РВ-5, при работе которых углекислый газ поглощался с выделением кислорода. Это позволило повысить эффективность системы регенерации воздуха и довести время непрерывного нахождения под водой до 15 суток. Количество баллонов с кислородом сократили до трёх.

### Вооружение
Субмарины типа «С» относились к торпедно-артиллерийским подводным лодкам. Торпедное вооружение состояло из шести торпедных аппаратов калибра 533 мм: четырёх носовых в два ряда по два аппарата, и двух кормовых аппаратов, расположенных горизонтально. Запасные торпеды хранились на специальных стеллажах: 4 шт. в первом отсеке, 2 шт. в кормовом. Приборов беспузырной торпедной стрельбы на «Сталинцах» не было, но из-за уменьшенной длины труб торпедных аппаратов пузыри при торпедной стрельбе были гораздо меньше, чем у лодок других проектов. «Эски» могли использовать многие типы торпед, стоящих на вооружении ВМФ СССР, в том числе, из-за нехватки торпед черноморские «Эски» были оснащены решётчатыми вставками и использовали торпеды калибра 450 мм.
Оригинальным было устройство закрывания кормовых торпедных аппаратов: вместо обычных щитов имелась поворотная часть с нишами: в походном положении она создавала обтекаемые формы кормовой части лодки, а при переходе в боевое положение — поворачивалась вокруг продольной оси на 180°, устанавливая свои ниши напротив аппаратов.
Артиллерийское вооружение лодок состояло из орудия Б-24ПЛ калибра 100 мм, расположенного на палубе перед ограждением выдвижных устройств и универсального полуавтоматического орудия 21-К калибра 45 мм, которое находилось на надстройке рубки и предполагалось к использованию в качестве зенитного, но его эффективность была невысока. На некоторых лодках 45-мм орудие было заменено или дополнено пулемётом ДШК калибра 12,7×108 мм. Также на лодках находились два ручных пулемёта.

### Радиоэлектронное и навигационное оборудование
Стандартный комплект радиоаппаратуры субмарин типа «С» включал в себя:
- ДВ-передатчик «Окунь»,
- КВ-передатчик «Щука»,
- ДВ-приёмник «Дозор»,
- КВ-приёмник «Метель»,
- УКВ-приёмопередатчик «Рейд».

На некоторых лодках стояли КВ-приёмники «Пурга» и ДВ/КВ-приёмники «Вихрь», отдельные корабли оснащались радиопеленгаторами типов «Бурун» или «Градус».
Уже во время войны для связи с идущей на перископной глубине лодкой была разработана перископная антенна ВАН-3П, испытания которой показали хорошие результаты.
В стандартный комплект навигационного оснащения «Эсок» входили:
- гирокомпас ГУ М-1 модели 2;
- три магнитных компаса диаметром 127 мм: главный, путевой, рубочный;
- электролаг ГО М-3 модель 2;
- эхолот ЭМС-2 и дополнительно ручной лот.

Оба перископа лодки, командирский ПА-7,5 и зенитный ПЗ-7,5, были оснащены гидравлическими приводами и вынесены из центрального поста в прочную рубку. Достоинствами такого решения являлась увеличенная глубина перископного хода и отсутствие опасности обнаружения рубки при большом волнении на море. Недостатком размещения перископов было затруднённое из-за небольших размеров прочной рубки использование двух перископов одновременно.
Стабилизатор глубины «Спрут», установленный на лодках С-51, С-52, С-56, С-101, С-19 и С-103, позволял автоматически держать глубину без существенных затрат сил и топлива, но создавал значительные помехи для радиосвязи.

## История службы

### Советско-финляндская война (1939—1940)
К началу войны в строю находились три лодки серии IX, ближе к окончанию войны в строй вступили три первых лодки серии IX-бис. Все эти субмарины несли службу на Балтике и все они участвовали в боевых действиях против Финляндии.
С-1, С-2 и С-3 входили в 13-й дивизион подводных лодок и базировались на Таллин.
C-4, С-5 и С-6 входили в 16-й дивизион подводных лодок и базировались в Ленинграде, а с началом войны были переведены в Либаву.
Лодки достигли некоторых успехов, однако С-2 пропала без вести во второй половине января 1940 года. Финская сторона отрицает свою причастность к гибели лодки. Предположительно, С-2 погибла на минах или была раздавлена льдами. Летом 2009 года обнаружена в шведских территориальных водах поисковиками.

### Великая Отечественная война
С-1 и С-3 IX серии к началу войны стояли на ремонте в Либаве. С-1 была взорвана при наступлении немцев, С-3 не имея возможности погружаться, вышла в море и была потоплена немецкими торпедными катерами. Таким образом, лодки IX серии погибли, и в войне принимали участие только 30 лодок серии IX-бис.

#### Балтийский флот
На Балтике «Эски» добились наибольших успехов: за годы войны они потопили 11 судов и повредили 5, но и потери здесь были максимальны. Из десяти кораблей войну пережила только С-13, которая потопила 5 судов и повредила одно судно, в том числе в течение 10 дней были потоплены два крупных транспорта: «Вильгельм Густлофф» и «Генерал Штойбен», при этом погибло более 12 000 человек, гибель этих транспортов вошла в ряд крупнейших морских катастроф. Командир лодки и сама лодка были награждены орденом Красного Знамени.

#### Черноморский флот
Успехи четырёх лодок типа «Средняя» на черноморском театре военных действий были невелики. Судоходство противника было слабым, и большинство судов имели небольшое водоизмещение, достоверно потоплены две большие десантные баржи по 220 тонн и одно судно — румынский транспорт «Сучава» (около 6 тысяч брт, потоплен С-33). «Эски» совершили достаточно большое число боевых походов, участвовали в снабжении осаждённого Севастополя, проводили артиллерийские стрельбы по немецким пехотным позициям.
С-31 стала краснознамённой, а С-33 — гвардейской, С-32 и С-34 погибли.

#### Северный флот
Первые две лодки типа «С», С-101 и С-102, прибыли на Северный флот с Балтики в сентябре 1941 года. 

В 1943 году к ним присоединились ещё восемь кораблей, в том числе С-51, С-54, С-55 и С-56 прибыли из Тихоокеанского флота через Тихий и Атлантический океаны, а остальные лодки поступили с завода «Красное Сормово».
В целом лодки себя показали хорошо, проявив свои мореходные и скоростные качества в операциях с конвоями, однако успехи были невелики в связи с низкой интенсивностью судоходства. Немецкая сторона признавала, что присутствие советских субмарин у северных берегов Норвегии вынуждало в максимально возможном объёме использовать для снабжения норвежской группировки войск более дорогие по сравнению с водными перевозками автомобильный и железнодорожный транспорт. С-51, С-56, С-101 и С-104 стали краснознамёнными, а С-56 — ещё и гвардейской.

#### Тихоокеанский флот
К 1942 году в состав ТОФ входили 4 субмарины типа «С». По инициативе неоднократно писавшего рапорты с просьбами отправить его на фронт Г. И. Щедрина, поддержанной сперва экипажем С-56, а затем и другими командирами и экипажами, все четыре «эски» дивизиона А. В. Трипольского были направлены на Северный флот. Вскоре вслед за ними последовали две лодки типа «Ленинец».

### Послевоенное время
После окончания Великой Отечественной войны лодки типа «С» продолжали нести службу в составе ВМФ СССР до середины 1950-х годов. До 1948 года были достроены 8 лодок из числа заложенных до войны. Остальные, находящиеся на ранних стадиях готовности, были списаны в 1947 году и разобраны на металл. В 1949—1950 годах С-21, С-22, С-23, С-24, С-25 перешли в составе экспедиции особого назначения ЭОН-49 северным морским путём на Тихий океан. С-56 последовала их примеру в 1953 году. Таким образом, она стала первой советской субмариной, совершившей кругосветное плавание, начав его ещё в годы войны переходом с Тихого океана через Панамский канал на север. Всего лодка прошла два океана и девять морей: Японское, Охотское, Берингово, Карибское, Саргассово, Северное, Гренландское, Норвежское и Баренцево море, после чего вернулась по Северному морскому пути во Владивосток (Владивосток—Полярный—Владивосток). В середине 1950-х годов «эски» постепенно были списаны: часть была отправлена в переработку, некоторые лодки подверглись переоборудованию в плавучие зарядовые станции или учебно-трениновочные станции. 
Четыре тихоокеанские лодки были переданы Военно-морским силам Китая и прослужили ещё около 15 лет в их составе:
- С-52 передана 24 июня 1954 года, получила наименование «Новый Китай» № 11, бортовой номер 421;
- С-53 передана 24 июня 1954 года, получила наименование «Новый Китай» № 12, бортовой номер 422;
- С-24 передана 6 июня 1955 года, получила наименование «Новый Китай» № 13, бортовой номер 423;
- С-25 передана 6 июня 1955 года, получила наименование «Новый Китай» № 14, бортовой номер 424.

Последней из списка плавсредств советского флота выбыла УТС (учебно-тренировочное судно), переоборудованная из С-14. Это произошло 9 февраля 1978 года.

## Сравнительная оценка
Одной из причин потерь, наряду со слабой подготовкой подводников и ошибок командования, является неприспособленность «Эсок», создававшихся для действия в открытом море, к условиям сравнительно мелководной Балтики, нашпигованной, к тому же, тысячами контактных и неконтактных мин. Океанские подводные лодки немецкого типа IX, созданные на основе тех же разработок, что и тип «С», прекрасно показали себя на океанских просторах в борьбе на морских коммуникациях Великобритании и США, где в полной мере использовались скоростные и мореходные качества субмарин. Для закрытых театров Балтики и Чёрного моря «Эски» оказались слишком крупными.
Мощное артиллерийское вооружение лодок активно использовалось как для потопления кораблей, так и для обстрела береговых объектов. Так, в октябре 1941 года одна из «Щук» сообщила об активности на финских железнодорожных станциях, после чего в море была отправлена С-7, осуществившая серию артобстрелов, а на Чёрном море в конце октября 1941 года С-31 осуществляла артиллерийский обстрел немецких пехотных позиций у Перекопа.
Совершённый в 1943 году межтеатровый переход (с Тихоокеанского на Северный ТВД) показал хорошую приспособленность лодок для океанских походов и действий в открытых морях. Во время стоянки «эсок» в Датч-Харборе американские моряки были удивлены высокими характеристиками лодок проекта «С» и отсутствием на борту иностранных инструкторов.
На Северном флоте «эски» внесли наибольший вклад, потопив торпедами 13 судов, тогда как лодки всех остальных типов потопили суммарно 18 судов.

## Представители

### серия IX
Серия IX состояла из трёх субмарин, С-1, С-2 и С-3, которые были построены в 1934-38 годах. В течение Советско-финской войны 1939—1940 годов эти лодки совершили по два похода, во время которых было произведено суммарно две торпедные атаки. Артиллерией потоплен один транспорт и сбит один самолёт. «С-2» погибла в январе 1940 года на финской мине. 7 февраля 1940 года «С-1» награждена Орденом Красного Знамени.
| Название  | Завод | Заводской № | Заложена        | Спуск на воду   | Окончание строительства | Окончание службы                  |
| --------- | ----- | ----------- | --------------- | --------------- | ----------------------- | --------------------------------- |
| С-1 (Н-1) | № 189 | 266         | 25 декабря 1934 | 8 августа 1935  | 23 сентября 1936        | Взорвана экипажем 23 июня 1941    |
| С-2 (Н-2) | № 189 | 267         | 31 декабря 1934 | 21 декабря 1935 | 23 сентября 1936        | Подорвалась на мине 3 января 1940 |
| С-3 (Н-3) | № 189 | 268         | 25 апреля 1935  | 30 апреля 1936  | 13 июля 1938            | Потоплена 24 июня 1941            |

### серии IX-бис и IX-бис-2
Серия IX-бис состояла из 41 субмарины. Лодки этой серии строились с 1936 по 1948 год. От лодки к лодке вносились всё новые улучшения, не имевшие глобального характера, но обусловившие некоторые различия в характеристиках кораблей. К концу Великой Отечественной войны изменений накопилось столько, что лодки, достроенные после 1943 года, выделяют в серию IX-бис-2. С-21 стала первой подводной лодкой серии с цельносварным корпусом, на основе полученного при её строительстве опыта была спроектирована серия XVI.
| Название | Завод        | Заводской № | Заложена         | Спуск на воду    | Окончание строительства | Окончание службы                                                                     |
| -------- | ------------ | ----------- | ---------------- | ---------------- | ----------------------- | ------------------------------------------------------------------------------------ |
| С-4      | № 189        | 277         | 3 января 1936    | 17 сентября 1936 | 27 ноября 1939          | потоплена таранным ударом 4 января 1945                                              |
| С-5      | № 189        | 278         | 28 декабря 1935  | 16 мая 1936      | 27 ноября 1939          | погибла на мине 28 августа 1941                                                      |
| С-6      | № 189        | 279         | 28 декабря 1935  | 31 марта 1936    | 27 ноября 1939          | погибла у шведского острова Эланд в результате подрыва на немецкой мине август 1941  |
| С-7      | № 112        | 236         | 14 декабря 1936  | 5 апреля 1937    | 7 августа 1940          | потоплена финской субмариной Весихииси 21 октября 1942                               |
| С-8      | № 112        | 237         | 14 декабря 1936  | 5 апреля 1937    | 28 июля 1940            | погибла у шведского острова Эланд в результате подрыва на немецкой мине октябрь 1941 |
| С-9      | № 112        | 241         | 20 июня 1937     | 20 апреля 1938   | 22 декабря 1940         | погибла на мине август 1943                                                          |
| С-10     | № 112        | 242         | 10 июня 1937     | 20 апреля 1938   | 31 декабря 1940         | погибла на мине 28 июня 1941                                                         |
| С-11     | № 112        | 245         | 20 октября 1937  | 24 апреля 1938   | 18 июля 1941            | погибла на мине 2 августа 1941                                                       |
| С-12     | № 112        | 246         | 20 октября 1937  | 24 апреля 1938   | 30 июля 1941            | погибла на минно-сетевом заграждении у острова Найссаар август 1943                  |
| С-13     | № 112        | 263         | 19 октября 1938  | 25 апреля 1939   | 14 августа 1941         | списана 17 декабря 1956                                                              |
| С-14     | № 112        | 264         | 29 сентября 1938 | 25 апреля 1939   | 3 июня 1942             | списана 9 февраля 1978                                                               |
| С-15     | № 112        | 271         | 10 августа 1939  | 24 апреля 1940   | 21 января 1943          | списана 20 июня 1956                                                                 |
| С-16     | № 112        | 272         | 10 августа 1939  | 24 апреля 1940   | 10 февраля 1944         | списана 18 марта 1958                                                                |
| С-17     | № 112, № 402 | 273         | 10 августа 1939  | 24 апреля 1940   | 20 мая 1945             | списана 12 марта 1958                                                                |
| С-18     | № 112        | 274         | 10 августа 1939  | 25 апреля 1940   | 10 июня 1945            | списана 18 сентября 1958                                                             |
| С-19     | № 196, № 638 | 132         | 30 сентября 1939 | 14 марта 1941    | 23 февраля 1944         | затонула при ядерных испытаниях 10 октября 1957                                      |
| С-20     | № 196, № 638 | 133         | 30 сентября 1939 | 14 марта 1941    | 25 февраля 1944         | потоплена после ядерных испытаний 10 октября 1957                                    |
| С-21     | № 196, № 638 | 134         | 31 декабря 1939  | 25 апреля 1941   | 3 апреля 1946           | списана 27 ноября 1959                                                               |
| С-22     | № 112        | 295         | 25 июня 1940     | 2 мая 1941       | 28 мая 1946             | списана 30 января 1967                                                               |
| С-23     | № 112        | 296         | 25 июня 1940     | 2 мая 1941       | 10 августа 1947         | списана 15 сентября 1960                                                             |
| С-24     | № 112        | 297         | 25 июня 1940     | 2 мая 1941       | 19 декабря 1947         | расформирована в КНР 1970-е                                                          |
| С-25     | № 112        | 298         | 25 июня 1940     | 2 мая 1941       | 9 мая 1948              | расформирована в КНР 1970-е                                                          |
| С-26     | № 112        | 299         | 25 июня 1940     | 2 мая 1941       | 28 ноября 1948          | списана 5 февраля 1973                                                               |
| С-31     | № 198        | 347         | 5 октября 1937   | 22 февраля 1939  | 25 июня 1940            | списана 14 марта 1975                                                                |
| С-32     | № 198        | 348         | 15 октября 1937  | 27 апреля 1939   | 25 июня 1940            | потоплена авиацией 26 июня 1942                                                      |
| С-33     | № 198        | 349         | 16 ноября 1937   | 30 мая 1939      | 22 декабря 1940         | списана 15 сентября 1960                                                             |
| С-34     | № 198        | 350         | 29 ноября 1937   | 2 сентября 1939  | 1 мая 1941              | погибла на мине 8-14 ноября 1941 в 15 милях от Варны                                 |
| С-35     | № 198        | 360         | 23 февраля 1940  | 17 июля 1941     | 13 февраля 1948         | списана 15 марта 1962                                                                |
| С-36     | № 198        | 361         | 23 февраля 1940  | не достраивалась | —                       | —                                                                                    |
| С-37     | № 198        | 362         | 28 ноября 1940   | не достраивалась | —                       | —                                                                                    |
| С-38     | № 198        | 363         | 22 февраля 1941  | не достраивалась | —                       | —                                                                                    |
| С-51     | № 189, № 202 | 284         | 24 марта 1937    | 30 августа 1940  | 16 декабря 1941         | списана 11 февраля 1972 памятник в Гремихе                                           |
| С-52     | № 189, № 202 | 285         | 29 апреля 1937   | 30 августа 1940  | 27 июня 1943            | расформирована в КНР 1970-е                                                          |
| С-53     | № 189, № 202 | 286         | 28 сентября 1938 | 30 октября 1941  | 7 февраля 1943          | расформирована в КНР 1970-е                                                          |
| С-54     | № 194, № 202 | 403         | 24 ноября 1936   | 5 ноября 1938    | 15 января 1941          | погибла на мине март 1944                                                            |
| С-55     | № 194, № 202 | 404         | 24 ноября 1936   | 27 ноября 1939   | 1 августа 1941          | погибла на мине декабрь 1943                                                         |
| С-56     | № 194, № 202 | 405         | 24 ноября 1936   | 25 декабря 1939  | 31 октября 1941         | памятник во Владивостоке 9 мая 1975                                                  |
| С-101    | № 112        | 243         | 20 июня 1937     | 20 апреля 1938   | 29 декабря 1940         | списана 17 февраля 1956                                                              |
| С-102    | № 112        | 244         | 20 июня 1937     | 20 апреля 1938   | 29 декабря 1940         | списана 30 января 1967                                                               |
| С-103    | № 112        | 265         | 13 сентября 1938 | 25 апреля 1939   | 9 июля 1942             | списана 29 декабря 1955                                                              |
| С-104    | № 112        | 266         | 4 сентября 1938  | 25 апреля 1939   | 27 сентября 1942        | списана 6 октября 1958                                                               |

### серия XVI
Планировалось строительство 21 лодки серии XVI, известной также как проект 97 или тип «СМ». Основными отличиями от серии IX-бис являлись цельносварной корпус, дизельные двигатели типа 4Д с механическим наддувом и установленных на амортизирующем основании, изменённая с целью упрощения монтажа система управления кингстонами цистерн. Боезапас вырос на две торпеды, внедрена система беспузырной торпедной стрельбы. Из-за отказа от использования цистерны № 2 в качестве топливо-балластной несколько сократилась дальность плавания. За счёт постройки макета в натуральную величину было усовершенствовано внутреннее расположение систем и механизмов.
К началу войны 11 подводных лодок серии XVI находились на ранних стадиях строительства, остальные даже не были заложены. Ни одна из этих лодок не была достроена до начала Великой Отечественной войны, а после неё проект потерял актуальность.
| Название | Завод | Заводской № | Заложена         | Статус                |
| -------- | ----- | ----------- | ---------------- | --------------------- |
| С-27     | № 112 | 300         | 31 декабря 1940  | не достраивалась      |
| С-28     | № 112 | 312         | март 1941        | не достраивалась      |
| С-29     | № 112 | 313         | март 1941        | не достраивалась      |
| С-30     | № 112 | 314         | март 1941        | не достраивалась      |
| С-39     | № 112 | 315         | не закладывалась | был заготовлен металл |
| С-40     | № 112 | 316         | не закладывалась | был заготовлен металл |
| С-41     | № 112 | 317         | не закладывалась | был заготовлен металл |
| С-42     | № 112 | 318         | не закладывалась | был заготовлен металл |
| С-43     | № 112 | 319         | не закладывалась | был заготовлен металл |
| С-44     | № 112 | 321         | не закладывалась | был заготовлен металл |
| С-45     | № 196 | 145         | начало 1941      | не достраивалась      |
| С-46     | № 196 | 146         | начало 1941      | не достраивалась      |
| С-47     | № 196 | 154         | 20 апреля 1941   | не достраивалась      |
| С-48     | № 196 | 155         | 20 апреля 1941   | не достраивалась      |
| С-49     | № 196 | 156         | июнь-июль 1941   | не достраивалась      |
| С-58     | № 198 | 371         | 22 апреля 1941   | не достраивалась      |
| С-59     | № 198 | 372         | 22 апреля 1941   | не достраивалась      |
| С-60     | № 198 | 373         | 22 апреля 1941   | не достраивалась      |
| С-61     | № 198 | 374         | не закладывалась | —                     |
| С-62     | № 198 | 375         | не закладывалась | —                     |
| С-63     | № 198 | 376         | не закладывалась | —                     |

## Современный статус
Погибшие лодки не поднимались, не восстанавливались и продолжают находиться на дне, причём некоторые субмарины так и не были обнаружены. С-1, взорванная экипажем в июне 1941 года, была поднята, отбуксирована немцами в Киль и после испытаний конструкции на воздействие глубинных бомб затонула 7 августа 1943 года. С-2, пропавшая без вести в январе 1940 года, была обнаружена шведскими поисковиками в июне 2009 года.
С-19 и С-20 затоплены в 1957 году в губе Чёрная на Новой Земле после испытаний торпеды с ядерной боевой частью.
Почти все выжившие лодки проекта были в разное время списаны и разделаны на металл. Частично сохранилась С-51: её рубка и часть корпуса установлены как памятник в Гремихе. Единственной полностью сохранившейся лодкой проекта осталась знаменитая С-56, установленная во владивостокском Мемориальном комплексе на Корабельной набережной.

## В филателии
- Почтовая марка СССР, 1982 год. С-56
- Почтовая марка России, 1996 год. С-13
- Почтовая марка Молдавии, 2003 год. Александр Маринеско на фоне С-2 серии IX
- Почтовая марка России, 2005 год. Подводная лодка серии IX-бис

### Сноски
1. ↑  В строй вошли 3 из 3 ПЛ серии IX, 38 из 41 ПЛ серии IX-бис
2. ↑  До 22 июня 1941 года были подписаны приёмные акты подлодок С-1 — С-10, С-31 — С-34, С-54, С-101, С-102
3. ↑  В ходе ВОВ в строй вошли С-11 — С-20, С-103, С-104, С-51 — С-53, С-55, С-56
4. ↑  После войны были достроены С-21 — С-26, С-35
5. ↑  На заводе № 198 в Николаеве оставались недостроенные С-35, С-36, С-37, С-38, С-58, С-59, С-60
6. ↑  На заводе № 189 в Ленинграде оставались недостроенные С-39, С-40, С-41, С-42, С-43, С-44
7. ↑  На заводе № 112 в Горьком оставались недостроенные С-25, С-26, С-27, С-28, С-29, С-30
8. ↑   На заводе № 402 в Молотовске оставались недостроенные С-45, С-46, С-47, С-48, С-49, С-50